# Mops midas
Mops midas är en däggdjursart som först beskrevs av Carl Jakob Sundevall 1843.  Mops midas ingår i släktet Mops, och familjen veckläppade fladdermöss.
Inga underarter finns listade i Catalogue of Life. Wilson & Reeder (2005) skiljer mellan två underarter.
Arten blir med svans 12,6 till 16 cm lång, har en 4 till 5,8 cm lång svans och väger 41 till 52 g. Honor är lite mindre än hannar. Mops midas har cirka 6 cm långa underarmar och en vingspann av ungefär 38 cm. Pälsen är huvudsakligen brun med några vitaktiga punkter. Fladdermusens nacke är bara glest täckt med hår. Arten har stora avrundade öron som är sammanlänkade på hjässan med en hudremsa.
Denna fladdermus har flera från varandra skilda populationer i Afrika, på Madagaskar och på Arabiska halvön. Habitatet utgörs främst av savanner med glest fördelade träd eller av trädansamlingar i gräsmarker. Arten vistas gärna nära vattendrag eller träsk. Individerna vilar i trädens håligheter, i byggnader, i grottor och gömda bakom stora blad (till exempel av palmer).
Individerna bildar stora kolonier som kan ha flera hundra medlemmar. De vilar tät intill varandra. Honor föder allmänt en unge per kull. Arten faller offer för fladdermusvråk.
Regionala populationer hotas av landskapsförändringar och störningar vid viloplatsen. Hela beståndet minskar men det är fortfarande stort. IUCN listar arten som livskraftig (LC).